# 1965 van de Kamp
1965 van de Kamp је астероид главног астероидног појаса са средњом удаљеношћу од Сунца која износи 2,569 астрономских јединица (АЈ).
Апсолутна магнитуда астероида је 11,9.